# Дорожнє покриття

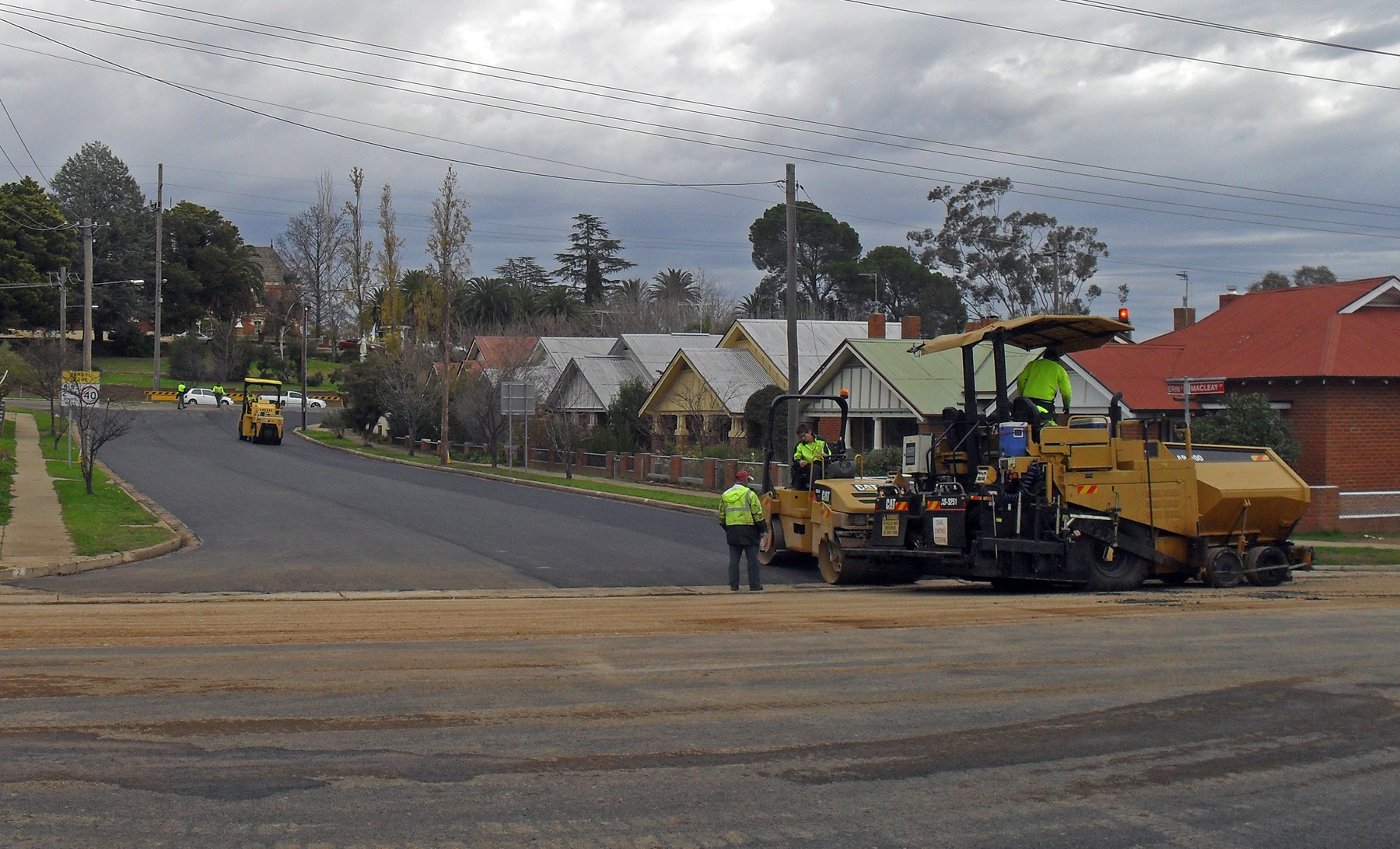
Асфальтування дороги

Дорожнє покриття — верхня частина дорожнього одягу; твердий, стійкий до зносу матеріал, який викладають на шляхах з метою полегшення пересування і перевезення товарів. На сучасних магістральних шляхах як дорожнє покриття використовується здебільшого асфальтобетон, бетон, щебінь. За часів Австро-Угорщини популярним дорожнім покриттям була бруківка.

## Історія
Історично потреба в дорогах виникла дуже давно, із винайденням колеса або ще раніше. Заселення людьми місцевостей, де бракувало тих чи інших життєво необхідних ресурсів, викликало необхідність торгівлі, а, отже, й транспорту. Водні транспортні шляхи, як-то моря та річки, не завжди були доступні, тож виникла необхідність в сухопутному транспорті. Оскільки колесо котиться добре рівною поверхнею, поступово людство навчилося дбати про дороги.
Особливих успіхів у будівництві доріг досягли давні римляни. Вміння будувати дороги і шляхи дозволило їм побудувати могутню і велику імперію. Деякі з римських доріг збереглися в Британії в непоганому стані до наших днів. Римська технологія будівництва доріг була доволі складною. Спочатку в землі викопувалося заглиблення до 30 см, в яке складали велике каміння. Потім проміжки між каменями заповнювалися дрібнішим щебенем, галькою, гравієм. Все це утрамбовувалося, створюючи міцну й стійку поверхню, якою можна було транспортувати товари до узбережжя, звідки їх можна було доправити до Риму.
Римські дороги існували тривалий час, зокрема, в епоху феодалізму нових кам'яних доріг майже не будували.
Потреба у розширенні дорожньої мережі з твердим покриттям виникла під час промислової революції. 
На початку XIX сторіччя було винайдено нові методи будування кам'яних доріг (бруківка, брущатка, макадам).

## Сучасність

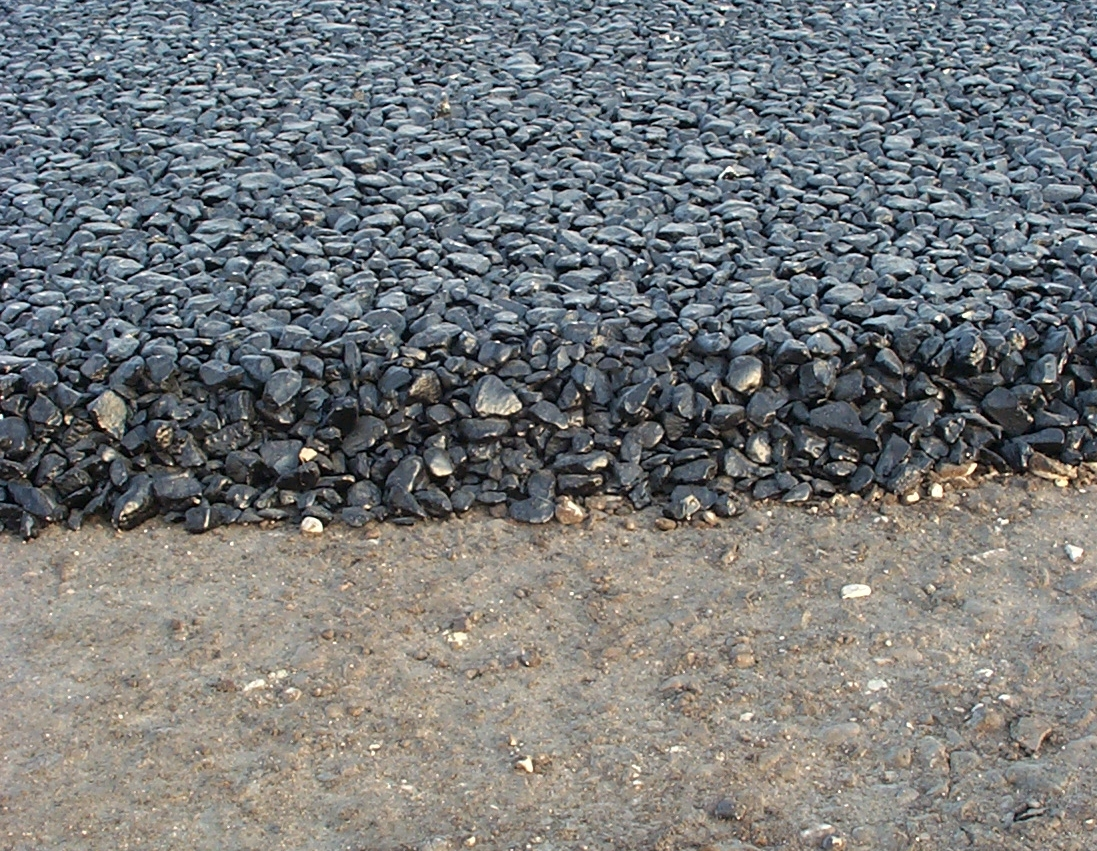
Основний шар асфальтобетону.

Знос асфальту

Загальний принцип побудови дорожнього покриття в наш час залишився тим же, змінилися тільки матеріали. Використання тесаного каміння для бруківки в 20-х, 30-х роках минулого століття стало занадто трудомістким (вони залишилися тільки у складних умовах, наприклад, на спусках, в зоні зупинок транспорту тощо), і були винайдені дешевші та технологічні матеріали та покриття — асфальтобетон та бетон, які дозволити створити у світі широку мережу шляхів, доріг, магістралей, шосе, автобанів.

### Асфальтне покриття
В асфальтобетоні функцію зв'язки відіграє бітум, в'язкість якого забезпечує пластичну деформацію. Недоліком асфальту є порівняно швидке зношування, зумовлене втомою від постійних навантажень. Асфальтні дороги потребують постійного догляду. Здебільшого асфальтне покриття викладають на щебеневу основу, хоча іноді будуються дороги на повну товщину асфальтного шару над природною основою. Там де природна основа дуже м'яка, наприклад, глина, може виникнути потреба в товстому шарі щебеню, іноді навіть у бетонній підкладці. В деяких країнах для цієї мети використовують також полімерні матеріали, наприклад, полістирол, що забезпечує морозостійкість дороги.
Починаючи з 60-х рр. ХХ ст. до асфальту часто додають покришену гуму із старих зношених шин, що дозволяє зменшити шум і збільшити стійкість покриття.
Асфальтні дороги будуються зазвичай там, де навантаження перевищує 1200 автомобілів у день. Переваги асфальтного покриття — порівняно низький шум, порівняно невисока вартість, порівняна легкість ремонтних робіт. Недоліки — порівняно невисока стійкість, менша пружність, ніж у бетону, розм'якшування в спеку і забруднення навколишнього середовища нафтою.